# Beatrice di Nazareth
Beatrice di Nazareth (Tienen, 1200 – Nazareth di Lier, 29 agosto 1268) è stata una monaca cristiana e scrittrice fiamminga.

## Biografia
Beatrice nacque a Tienen, nelle Fiandre (oggi Brabante Fiammingo belga), da una famiglia benestante. All'età di sette anni sua madre morì, e fu mandata a vivere con le Beghine nel Zoutleeuw, dove frequentò una scuola locale. Poco più di un anno dopo, ritornò dal padre.
Volendo entrare in un convento, il padre la portò dalle monache cistercensi a Bloemendaal, dove all'età di dieci anni, divenne un'oblata. Continuò la sua formazione presso il monastero di Florival. All'età di quindici anni Beatrice chiese di entrare nel noviziato: inizialmente fu rifiutata a causa della sua giovane età, ma l'anno successivo fu ammessa.
Più tardi, nel 1236, fu invitata nella nuova fondazione di Nazareth, nei pressi di Lier, nell'attuale Belgio. Praticò severe austerità, indossando una cintura di spine e comprimendo il suo corpo con delle corde. Nel racconto delle sue visioni descrive l'esperienza mistica della sua transverberazione. La sua devozione all'Eucaristia le provocò una emorragia e un collasso fisico.
Morì nel 1268 e fu sepolta nel suo convento di Nazareth.

## Opere

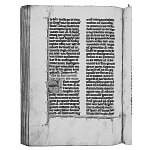
Incipit di Le sette maniere di amare santamente. L'Aia, Biblioteca Reale, ms. 70 E 5, f. 190v. Metà del XIII secolo.

Tre scritti sono riferibili a Beatrice.

### Liber Vitae
Il Libro della Vita fu il diario che Beatrice tenne tra il 1217 e il 1235. In esso annotò le sue esperienze mistiche. Il libro è perduto, ma l'autore della Vita Beatricis (vedi sotto) si basò principalmente su questo diario per scrivere la sua opera biografica. Beatrice aveva ricevuto una formazione accurata e sicuramente conosceva il latino, ma questa lingua rimase circoscritta al solo titolo e l'opera fu redatta in lingua corrente, in fiammingo.

### Van seven manieren van heiliger minnen
Le sette maniere di amare santamente costituisce l'essenza della dottrina mistica di Beatrice di Nazareth e descrive l'aumento dell'amore divino e mistico. Distingue sette tipi di esperienza: l'amore purificante, l'amore che serve, l'insaziabile desiderio per l'intero amore, la mistica gioia d'amore, l'amore di tempesta, l'amore vittorioso e la transizione verso l'amore eterno. È un piccolo tratto di circa cinquecento regole in prosa che probabilmente scrisse tra il 1232 e il 1233 nel monastero di Nazareth. Il lavoro ha una propria terminologia mistica, che rende Beatrice limitata al proprio cerchio. Il manoscritto originale è perduto, ma è pervenuto trascritto in tre copie: le più antiche risalgono alla metà del XIV secolo e le ultime dalla metà del XV secolo. La lingua è il volgare del suo tempo e luogo, il fiammingo.

### Vita Beatricis
La Vita di Beatrice è un adattamento in lingua latina del Liber vitae di Beatrice e contiene anche dichiarazioni di testimoni oculari, note personali dell'autore e la maggior parte delle Sette maniere. La Vita fu scritta poco dopo la sua morte, commissionata dalla badessa e dalle sorelle di Nazareth.
L'autore del Vita Beatricis è sconosciuto, anche se alcune fonti citano Guglielmo di Affligem, monaco e studioso del XIII secolo. È notevole che l'autore ometta gli aspetti mistici della vita di Beatrice (ad esempio la visione della Santissima Trinità) e la mostri come santa, piuttosto che come mistica. Questo appare con evidenza dal confronto dei Sette modi con la Vita Beatricis. La Vita appartiene quindi al genere letterario dell'agiografia.
La Vita Beatricis ci è tramandata in copia in due manoscritti: uno del 1320 e uno del XVI secolo, rispettivamente a Bruxelles e a Gand.